# 곡성 연운당 고문서
곡성 연운당 고문서(谷城 漣雲堂 古文書)는 대한민국 전라남도 곡성군 석곡면에 있는 조선시대의 고문서이다. 2015년 8월 6일 전라남도의 유형문화재 제321호로 지정되었다.

## 개요
연운당은 전남 곡성군 석곡면 연반촌에 자리 잡은 선산 류씨 곡성입향 본가이고, 현재는 후손 유종표가 소장 고문서를 관리하며 살고 있다.
곡성 능파리로 들어온 선산유씨 입향조는 조선조 중기의 巨儒인 유희춘(1513-1577, 眉巖)의 증손자 柳益淸(1582-1660, 凌湖)인데, 그는 許穆과 교우하고 병자호란에는 창의하여 선비 정신을 드높였던 인물이다.
능파리에서 연반촌으로 이주한 인물은 유익청의 현손인 진사 柳復三(1729-?)이다. 유복삼은 유희춘의 학덕을 현창하는 일에 평생의 노력을 쏟았으며, 그 결과로 현재 연운당에는 그의 손때가 묻은 고문서가 약 140여건 정도 소장되어 있다.
유복삼은 유희춘의 문묘배향을 추진하고, 『眉巖集』과 「經筵日記」「眉巖日記」등의 간행에 앞장 선 인물이다.
연운당 소장 고문서에는 敎旨, 試券, 乞科文, 上疏, 上書, 眉巖日記抄, 經筵日記抄, 傳記, 完議, 明文, 戶口單子, 準戶口, 所志, 山圖, 簡札 등 다양한 기록 자료가 포함되어 있다.
그중에서도 眉巖日記抄, 經筵日記抄, 全羅道五賢陞廡疏, 五先生祠宇請建疏, 達川忠義錄 등은 학술적 가치가 높은 자료들이다.
연운당 자료에는 古書도 다수 소장되어 있었는데 6․25사변으로 연운당이 소실될 때 모두 불타버렸고, 현재 유종표씨의 모친(평산신씨, 밀양손씨)이 고문서 상자를 들고 나와 다행히 소실을 면한 고문서 일부만 보고되어 있다.

## 참고 문헌
- 곡성 연운당 고문서 - 국가유산청 국가유산포털